# Hohenberg (Naturschutzgebiet)
Hohenberg ist ein Naturschutzgebiet auf der Gemarkung des Lauda-Königshofener Stadtteils Sachsenflur im Main-Tauber-Kreis in Baden-Württemberg.

## Geschichte
Durch Verordnung des Regierungspräsidiums Stuttgart über das Naturschutzgebiet Hohenberg vom 19. Mai 1987 wurde ein Schutzgebiet mit 23,5 Hektar ausgewiesen.

## Schutzzweck
„Schutzzweck ist die Erhaltung eines Landschaftsraumes im Umpfertal mit Primär- und Sekundärfeuchtgebieten, Streuobstwiesen, Hecken und Halbtrockenrasen in verschiedenen Sukzessionsstadien. Diese Biotopvielfalt bietet vielen seltenen und bedrohten Tier- und Pflanzenarten einen Lebensraum, der durch die Schutzverordnung gesichert werden soll“ (LUBW).